# Bjørn Berger
Bjørn Berger (Fredrikstad, 19 dicembre 1919 – 27 aprile 1995) è stato un calciatore norvegese, di ruolo difensore.

## Carriera

### Club

#### Fredrikstad
Berger arrivò al Fredrikstad con grandi aspettative su di sé. Debuttò per il club il 25 aprile 1937, contro il Moss, assieme ad altri esordienti: la sua prestazione fu considerata positiva e Berger fu giudicato adeguato per la prima squadra. Nella finale della Norgesserien 1937-1938, contro il Lyn Oslo, sostituì il più esperto Sten Moe, offrendo una buona prova e riuscendo ad arginare Arne Brustad, stella della formazione avversaria. La partita si concluse 0-0 e fu così necessaria la ripetizione: Moe tornò titolare e il Fredrikstad s'impose per 4-0. Le regole dell'epoca, però, gli impedirono di fregiarsi del titolo, che era riservato soltanto a chi era in campo nella finale decisiva. Vinse però la Coppa di Norvegia 1940. Perse successivamente diverse annate, a causa dell'evolversi della seconda guerra mondiale: come molti altri suoi colleghi, Berger aderì al Milorg. Concluse le operazioni militari, tornò a giocare a calcio e lo fece fino al 1949.

### Nazionale
Berger giocò un'unica partita per la Norvegia. Il 9 settembre 1945, infatti, fu titolare nella sconfitta per 1-5 contro la Danimarca.

## Palmarès

### Club

#### Competizioni nazionali
- Coppa di Norvegia: 1

Fredrikstad: 1940